# ERA (Album)
ERA ist der Titel des Debütalbums der fiktiven, zum BanG-Dream!-Franchise gehörenden Rockband Raise A Suilen. Das Album wurde am 19. August 2020 über Bushiroad Music veröffentlicht.
Das Werk beinhaltet zwölf Titel mit einer gesamten Spielzeit von 53 Minuten und 26 Sekunden. Diverse auf dem Album befindliche Lieder sind in der zweiten bzw. dritten Staffel der Anime-Fernsehserie zu hören. Die Lieder wurden allesamt vom Komponisten-Kollektiv Elements Garden geschrieben und komponiert.

## Hintergrund
Bereits am 18. März 2020 wurde angekündigt, dass RAISE A SUILEN ihr Debütalbum ERA am 19. August gleichen Jahres veröffentlichen. Die Lieder wurden allesamt von Noriyasu Agematsu, Daisuke Kikuta, Junpei Fujita und Asuka Oda, die allesamt dem Komponisten-Kollektiv Elements Garden angehören, geschrieben, komponiert und arrangiert.
Neben einer regulären Ausgabe, die lediglich aus einer CD besteht, wurde auch eine limitierte Edition herausgebracht, welche zusätzlich zwei Blu-ray Discs beinhaltet. Auf den Blu-ray Discs ist das komplette zweitägige Konzert Heaven and Earth zu sehen.

## Titelliste
| Nr. | Titel                | Komponisten                                | Länge | Anmerkungen                                              |
| --- | -------------------- | ------------------------------------------ | ----- | -------------------------------------------------------- |
| 1   | Invincible Fighter   | Noriyasu Agematsu (Musik) Asuka Oda (Text) | 4:11  | Vorspanntitel zu Cardfight!! Vanguard: Zoku Koukouseihen |
| 2   | A DECLARATION OF ××× | Agematsu (Musik) Oda (Text)                | 5:15  |                                                          |
| 3   | SOULS SOLDIER        | Agematsu (Musik) Oda (Text)                | 4:00  |                                                          |
| 4   | UNSTOPPABLE          | Junpei Fujita (Musik) Oda (Text)           | 3:50  |                                                          |
| 5   | HELL! or HELL?       | Daisuke Kikuta (Musik) Oda (Text)          | 4:41  |                                                          |
| 6   | Beautiful Birthday   | Kikuta (Musik) Oda (Text)                  | 4:16  | Insert-Song BanG Dream!, Staffel 3, Episode 13           |
| 7   | Takin’ My Heart      | Fujita (Musik) Oda (Text)                  | 4:46  | Abspanntitel zu Cardfight!! Vanguard: Zoku Koukouseihen  |
| 8   | DRIVE US CRAZY       | Fujita (Musik) Oda (Text)                  | 4:05  |                                                          |
| 9   | !NVADE SHOW!         | Fujita (Musik) Oda (Text)                  | 4:25  |                                                          |
| 10  | REIGNING             | Kikuta (Musik) Oda (Text)                  | 4:09  |                                                          |
| 11  | EXPOSE ‘Burn Out!!!’ | Kikuta (Musik) Oda (Text)                  | 4:44  |                                                          |
| 12  | R•I•O•T              | Agematsu (Musik) Oda (Text)                | 5:04  |                                                          |

## Erfolg
Am ersten Tag nach der Veröffentlichung verkaufte sich das Album etwas mehr als 15.000 mal und stieg somit auf Platz eins der Täglichen Albumcharts, die von Oricon erhoben werden, ein. Das Album stieg in der Woche des 31. August 2020 auf Platz zwei der japanischen Albumcharts ein und verkaufte sich innerhalb der ersten Woche knapp 29.000 mal.
Die zum Album gehörende Single DRIVE US CRAZY wurde in den Single-Jahresendcharts von Oricon auf Platz 98 gelistet.